# Gefecht bei Durlach
Heckerzug (13. bis 27. April 1848):
Scheideck – Günterstal – Freiburg – Dossenbach
Struve-Putsch (21. bis 25. September 1848):    
Staufen
Badischer Militäraufstand (9. Mai bis 23. Juli 1849):
Heppenheim – Weinheim – Wald-Michelbach – Ludwigshafen – Käfertal – Ladenburg I – Hirschhorn – Waghäusel – Ladenburg II – Sinsheim – Ubstadt – Durlach – Murglinie – Gernsbach – Rastatt
Im Gefecht bei Durlach besiegten am 25. Juni 1849 bei der Durlacher Obermühle im heutigen Karlsruher Ortsteil Durlach im Zuge der Badischen Revolution Truppen des von Generalleutnant Moritz von Hirschfeld geführten 1. improvisierten preußischen Armeekorps Verbände der von Ludwik Mierosławski kommandierten badisch-pfälzischen Revolutionsarmee.

## Vorgeschichte
Nachdem Hirschfelds Korps am 20. Juni bei Germersheim den Rhein überschritten hatte und dem am 21. Juni verlorenen Gefecht bei Waghäusel bestand für die nördlich stehende Neckararmee der Revolutionäre die Gefahr, durch die beiden preußischen und das Korps des Deutschen Bundes eingeschlossen zu werden. Mierosławski dirigierte seine Verbände jedoch so, dass dies vermieden und die Armee im Raum Karlsruhe gesammelt werden konnte. Bei Ladenburg, Sinsheim und Ubstadt kam es während des Rückzugs noch zu Gefechten. Aufgrund der den Revolutionären feindlichen Stimmung in der Hauptstadt Karlsruhe wollte Mierosławski hier ein größeres Gefecht vermeiden und wollte stattdessen eine feste Stellung an der Murg beziehen. Die Division Becker sollte diesen Rückzug decken.

## Beteiligte Truppenverbände
Auf Seiten der badischen Revolutionsarmee waren Teile der von Oberst Johann Philipp Becker befehligten 5. und 6. Division eingesetzt, wobei die hierzu gehörigen Linientruppen und die Artillerie zu weit vom Kampfplatz entfernt waren, um hier noch eingreifen zu können. Die Truppen bestanden daher hauptsächlich aus Volkswehren und Freischaren, deren Stärke vom preußischen Kommando auf 3–4 000 Mann geschätzt wurde.
Auf Seiten der preußischen Armee kamen Truppenteile der 1., 3. und 4. Division des 1. Armeekorps zum Einsatz, wobei die Hauptlast der Kämpfe bei der 1. Division unter General-Major Woldemar von Hanneken und einem Detachement unter dem Befehl von Oberst Karl August von Brandenstein lag. Das 1. Armeekorps hatte etwa 19 000 Mann. Hiervon wurde die 2. Division mit knapp 4 000 Mann nicht eingesetzt. Die 3. und 4. Division waren an den Kämpfen nur marginal beteiligt, wurden aber zur Umgehung der Stellungen der Revolutionstruppen eingesetzt, womit die zahlenmäßige Überlegenheit letztlich zum Rückzug der Revolutionstruppen führte.

## Verlauf
Nachdem es bereits gegen 10 Uhr erste Zusammentreffen von Patrouillen gab, eröffnete Oberst von Brandenstein gegen 13 Uhr den Angriff von Norden auf die drei Barrikaden, die die Revolutionsarmee zur Deckung der Übergänge über die Pfinz errichtet hatte. Hierzu wurden Bataillone des 28. und 30. Infanterie-Regiments, sowie vier Geschütze eingesetzt. Aufgrund des starken Abwehrfeuers konnten die preußischen Truppen hier keinen Durchbruch erzielen. Das nun eingesetzte 2. Bataillon (Iserlohn) des 16. Landwehrregiment unter Major Emil von Bornstedt wurde zurückgeschlagen und erlitt starke Verluste. Die Preußen hatten schon die Umgehung der Revolutionstruppen über Grötzingen und den Turmberg im Osten und Rintheim im Westen eingeleitet und waren gegen 15.30 Uhr so weit fortgeschritten, dass die Revolutionstruppen genötigt waren, den Rückzug einzuleiten, um nicht eingeschlossen zu werden. Zudem zeigte auf der Nordfront der Einsatz von insgesamt zehn Geschützen der Preußen ihre Wirkung, während die Revolutionstruppen bis zuletzt keinerlei Artillerieunterstützung hatten.

## Folgen
Der Widerstand der Revolutionstruppen ermöglichte es dem Oberbefehlshaber Mierosławski, das gesamte Kriegsmaterial der revolutionären Truppen von Karlsruhe und die Bestände der Ettlinger Pulvermühle nach Rastatt zu verbringen und zu verhindern, dass seinen Truppen der Rückzugsweg auf die Murglinie versperrt wurde. 
„Durch geschickte Geländeausnutzung und tapfere, elastische Verteidigung band Becker die 1. Division des 1. preußischen Korps und schließlich zwei weitere Divisionen lange genug, um Mierosławski den Rückzug hinter die Murg zu ermöglichen.“

## Erinnerung

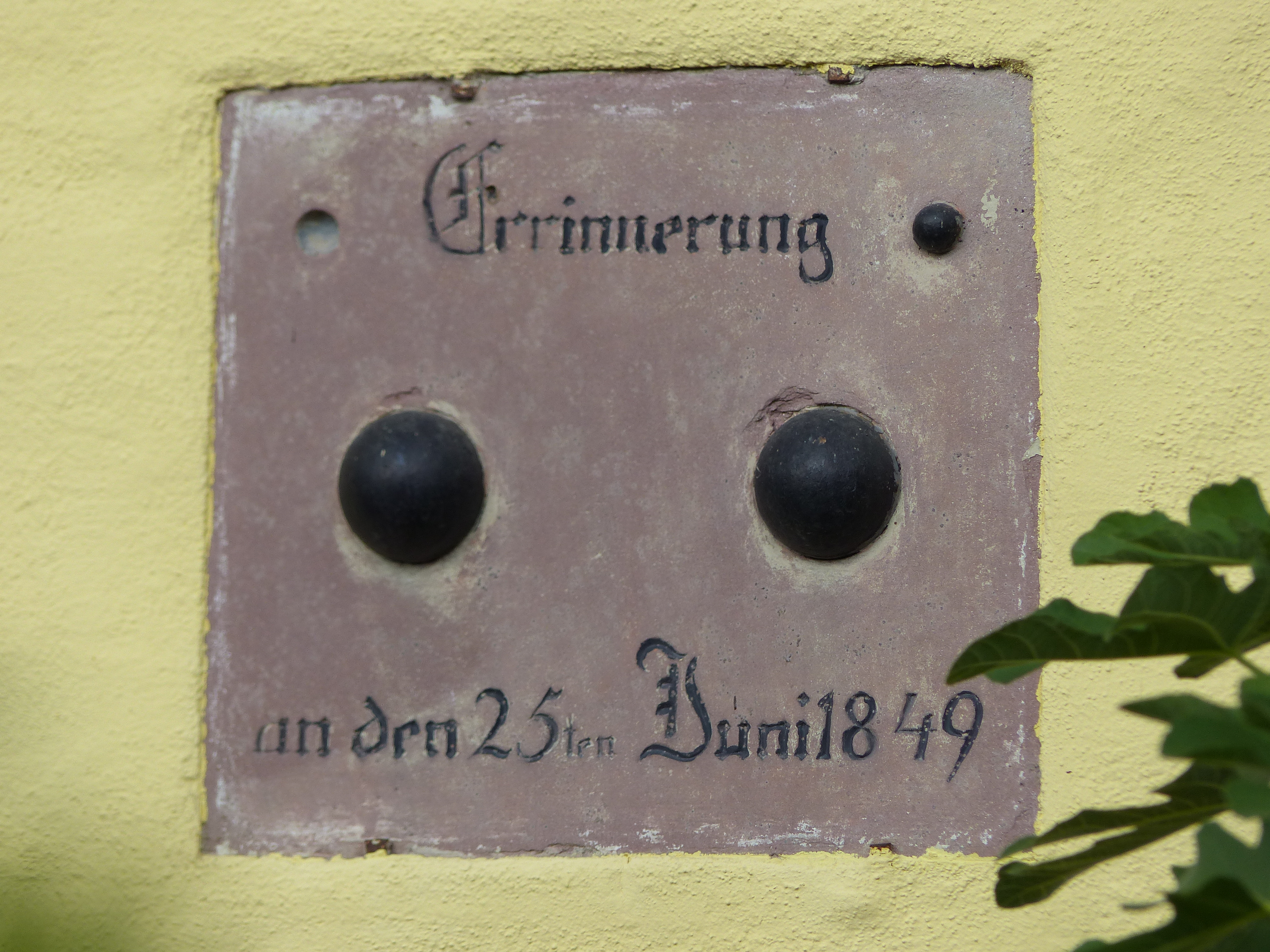
Hausfassade in Durlach mit zwei preußischen Kanonenkugel von 1849

Bei der Obermühle befinden sich zwei preußische Kanonenkugeln als Erinnerung. Einige Gräber sind erhalten, darunter das Friedrich von Schells, Kompanieführer der 5. Kompanie des 16. Landwehrregiments aus Westfalen. An den Herren auf Haus Rechen und Amtsmann von Bochum erinnert in Bochum-Ehrenfeld an der Melanchtonkirche ein Säulenmonument mit Adler. In dem historischen Roman "Das Blut der Freiheit" beschreibt der Autor Christian Wolff das Gefecht an der Obermühle aus Sicht zweier Soldaten der 16. Landwehr.